# Belgische Nationalbank
Die Belgische Nationalbank (BNB) ist seit ihrer Gründung im Jahr 1850 die Zentralbank von Belgien. Die Bank ist mit Aufgaben von allgemeinem Interesse betraut, bei denen die Währungsstabilität von zentraler Bedeutung ist. Die Organe der Bank sind der Gouverneur, das Direktorium (sechs Mitglieder), der Regentenrat (der Gouverneur, die Direktoren und vierzehn Regenten), der Sanktionsausschuss und der Abwicklungsausschuss.
Seit der Einführung des Euro ist die Belgische Nationalbank, abgekürzt BNB, Mitglied des Eurosystems, dessen Zentrum die Europäische Zentralbank in Frankfurt ist.
Der Hauptsitz der Nationalbank befindet sich am Boulevard de Berlaimont in Brüssel.
Seit dem 2. Januar 2019 ist Pierre Wunsch Gouverneur der Belgischen Nationalbank. Er ist der Nachfolger von Jan Smets.

## Aufgaben
- Wie im Vertrag über die Arbeitsweise der Europäischen Union festgelegt, besteht das Hauptziel des Eurosystems darin, die Preisstabilität zu gewährleisten. Als Teil dieses Eurosystems muss die BNB zur Festlegung und Durchführung der Geldpolitik beitragen.
- Die Bank hat die Aufgabe, die Finanzstabilität zu gewährleisten und das belgische Finanzsystem (Banken, Versicherungsunternehmen, Börsengesellschaften, Zahlungsdienstleister) zu überwachen.
- Die Bank muss für sichere Banknoten und effiziente Zahlungssysteme sorgen.
- Die Bank sammelt und liefert wirtschaftliche und finanzielle Daten und Analysen.

In Anbetracht ihres breiten Aufgabenspektrums hat die Nationalbank neben ihrer Mitgliedschaft im Eurosystem zahlreiche weitere internationale Aufgaben:  
- Im Auftrag der Regierung ist die Bank für alle Kreditregistrierungen in Belgien zuständig. Dies geschieht über die Zentrale für Privatkredite und die Zentrale für Unternehmenskredite in der Kredite und eventuelle Zahlungsausfälle registriert werden.
- Die Bilanzzentrale, die die hinterlegten Jahresabschlüsse der juristischen Personen sammelt und verteilt, wird ebenfalls von der BNB verwaltet.
- Die BNB spielt eine aktive Rolle in der internationalen Zusammenarbeit (z. B. im Internationalen Währungsfonds, in der Bank für Internationalen Zahlungsausgleich, in der Organisation für wirtschaftliche Zusammenarbeit und Entwicklung, in der Europäischen Union und in der Welthandelsorganisation). Inoffiziell wird die BNB auch „Belgiens Finanzbotschafter“ genannt.
- Die Bank erbringt Dienstleistungen für den Staat. Als Staatskasse zentralisiert sie beispielsweise die Einnahmen und Ausgaben des Föderalstaates auf dem Konto, das die belgische Staatskasse bei der Nationalbank hat.
- Als Zentralbank erbringt die BNB Dienstleistungen für den Finanzsektor, zum Beispiel für Kreditinstitute. Beispiele für Dienstleistungen sind das Wertpapierabwicklungssystem (BNB-SSS) und die TARGET Services, die den freien Verkehr von Geld, Wertpapieren und Sicherheiten in ganz Europa gewährleisten.
- Die BNB erbringt Dienstleistungen für Zentralbanken in Form von Reservenverwaltung für Länder, Zentralbanken, Währungsbehörden und internationale Organisationen.

Die BNB bietet auch eine Reihe von Dienstleistungen für die breite Öffentlichkeit an. So können Menschen alte oder beschädigte Banknoten und Münzen umtauschen, die spezielle Dokumentation der Bank (die ehemalige Bibliothek) einsehen oder das Museum besuchen. Darüber hinaus ist die BNB auch für die Zahlung aller fälligen Kupons und Wertpapiere der öffentlichen Schulden verantwortlich.

## Veröffentlichungen
Die Nationalbank spielt eine wichtige Rolle bei der Sammlung, Zusammenstellung, Analyse und Verbreitung von Wirtschafts- und Finanzinformationen. Die Bank bemüht sich, ihre Statistiken und Studien so weit und so schnell wie möglich zu verbreiten, zum Beispiel in Form der Wirtschaftsrevue und der statistischen Zeitschrift. Die Wirtschaftsrevue, deren erste Ausgabe auf Juni 1926 zurückgeht, wird seit 2019 auf Englisch veröffentlicht, mit einer Zusammenfassung auf Niederländisch und Französisch. Die Revue kann kostenlos heruntergeladen werden.
Darüber hinaus veröffentlicht die Bank einen Jahresbericht, der aus zwei Teilen besteht. Ein Teil befasst sich mit den nationalen und internationalen wirtschaftlichen und finanziellen Entwicklungen und wird traditionell im Laufe des Februars veröffentlicht. Der andere Teil, der sich mit dem Jahresabschluss der Nationalbank und ihrer Geschäftstätigkeit befasst, wird im Rahmen der jährlichen Hauptversammlung im Frühjahr veröffentlicht. Jedes Mal organisiert die Bank eine Roadshow durch das ganze Land, um ihren Jahresbericht über die Wirtschafts- und Finanzentwicklungen vorzustellen. Diese findet in den Monaten Februar und März statt.
Darüber hinaus veröffentlicht die Bank, zumeist im Juni, auch den Financial Stability Report. In dieser Veröffentlichung, die die Bank in ihrer Rolle als Aufsichtsbehörde für den Finanzsektor veröffentlicht, gibt die BNB einen Überblick über die Herausforderungen und potenziellen Risiken, mit denen dieser Sektor konfrontiert ist.

## Gouverneur
Folgende Personen bekleideten bislang das Amt des Gouverneurs:
- François-Philippe de Haussy (1850–1869)
- Eugène Prévinaire (1870–1877)
- André-Eugène Pirson (1877–1881)
- Alexandre Jamar (1882–1888)
- Eugène Anspach (1888–1890)
- Victor Van Hoegaerden (1891–1905)
- Théophile de Lantsheere (1905–1918)

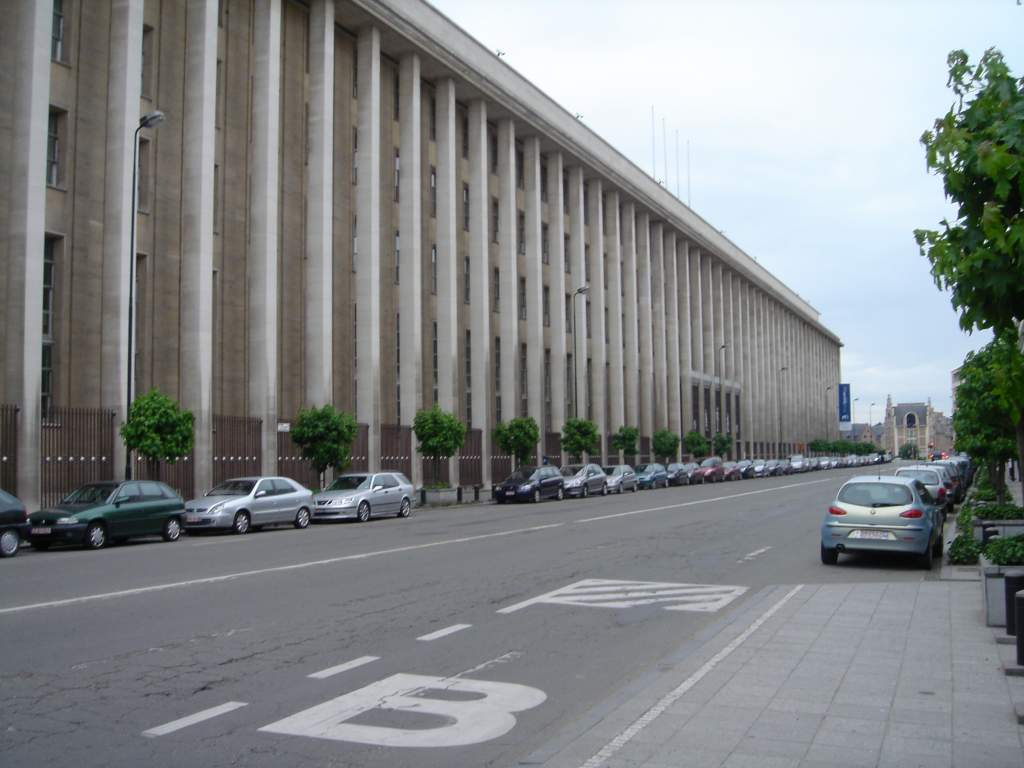
Außenfassade des Gebäudes der Belgischen Nationalbank an der De Berlaimontlaan in Brüssel

- Leon Van der Rest (1918–1923)
- Fernand Hautain (1923–1926)
- Louis Franck (1926–1937)
- Georges Janssen (1938–1941)
- Albert Goffin (1941)
- Georges Theunis (1941–1944)
- Maurice Frère (1944–1957)
- Hubert Ansiaux (1957–1971)
- Robert Vandeputte (1971–1975)
- Cecil de Strycker (1975–1982)
- Jean Godeaux (1982–1989)
- Alfons Verplaetse (1989–1999)
- Guy Quaden (1999–2011)
- Luc Coene (2011–2015)
- Jan Smets (2015–2019)
- Pierre Wunsch (2019–…)

## Geschichte
Die Nationalbank ist eine Einrichtung von öffentlichem Interesse und wurde 1850, zwanzig Jahre nach der Gründung des Königreichs Belgien, von Minister Frère-Orban als Gesellschaft mit beschränkter Haftung gegründet. Der Hauptzweck der Bank besteht jedoch nicht in der Erzielung finanzieller Gewinne für ihre Anteilseigner, sondern in der Erfüllung öffentlicher Aufgaben, mit denen sie per Gesetz betraut ist. Die BNB verfügt daher über ein spezifisches und einzigartiges Statut, das in einem Grundlagengesetz verankert ist und ihr die notwendige Unabhängigkeit garantiert. Ihre besondere Rechtsform, ihre Organe und ihre Funktionsweise unterscheiden sie somit grundlegend von anderen Aktiengesellschaften und traditionellen öffentlichen Unternehmen.
Im Laufe der Jahre hat sich der Aufgabenbereich der Nationalbank mehrmals geändert. Die BNB hat sich somit von einer Emissions- und Diskontbank zu einem Gründungsmitglied des Eurosystems entwickelt. Seit dem 1. Januar 1999 ist die Bank Teil des Europäischen Systems der Zentralbanken (ESZB). Sowohl der belgische als auch der europäische Gesetzgeber haben sie mit Aufgaben von allgemeinem Interesse betraut.
Die Finanzkrise von 2007–2008 hat gezeigt, dass die Organisation der Aufsicht über den Finanzsektor verbessert werden muss. Seit den nachfolgenden Reformen ist die BNB sowohl für die Aufsicht einzelner Finanzinstitute, die so genannte mikroprudenzielle Aufsicht, als auch für die makroprudenzielle Aufsicht zuständig. Dabei handelt es sich um die Aufsicht des ordnungsgemäßen Funktionierens des Finanzsystems als Ganzes. Der einheitliche Aufsichtsmechanismus (Single Supervisory Mechanism – SSM) ist seit November 2014 in Kraft, wobei die EZB für die Aufsicht über die größten europäischen Banken zuständig ist.
Die Druckerei der Nationalbank ist seit August 2020 geschlossen. Seitdem hat die Bank keine Euro-Banknoten mehr gedruckt. Nach dem Abbau verkaufte die BNB ihre Druckerei.
Die BNB war auch Mitglied der Economic Risk Management Group (ERMG), die damit beauftragt war, die wirtschaftlichen Folgen der Coronavirus-Pandemie zu erfassen und zu bekämpfen.
Ende 2020 beschäftigte die Bank 1680 Vollzeitkräfte. In den letzten Jahren haben die vielen Pensionierungen und Neueinstellungen das Durchschnittsalter der Beschäftigten gesenkt.
In den letzten Jahren hat die BNB auch zusätzliche Anstrengungen unternommen, um sich stärker als sozial verantwortliche und inklusive Organisation zu präsentieren. So enthält der Unternehmensbericht 2021 erstmals ein ausführliches Kapitel zur Corporate Social Responsibility (CSR), in dem unter anderem die Maßnahmen der BNB in den Bereichen Nachhaltigkeit und Klima erläutert werden.

## Museum
Seit 1982 gibt es ein Museum, das sich mit Geld als Zahlungsmittel und Wirtschaft im Allgemeinen beschäftigt, aber auch die Geschichte der Belgischen Nationalbank sowie deren Gebäude vorstellt.